# Scaphytopius hebatus
Scaphytopius hebatus är en insektsart som beskrevs av Delong 1943. Scaphytopius hebatus ingår i släktet Scaphytopius och familjen dvärgstritar. Inga underarter finns listade i Catalogue of Life.